# Спорт в Лихтенштейне
Спорт в Лихтенштейне является одной из частей культуры Лихтенштейна, однако многие спортивные команды и спортсмены выступают под эгидой различных швейцарских организаций. Лихтенштейн традиционно участвует в Олимпийских играх (летних и зимних), Играх малых государств Европы и Европейских играх. В 2011 году в Вадуце прошли Игры малых государств Европы.

## Горнолыжный спорт

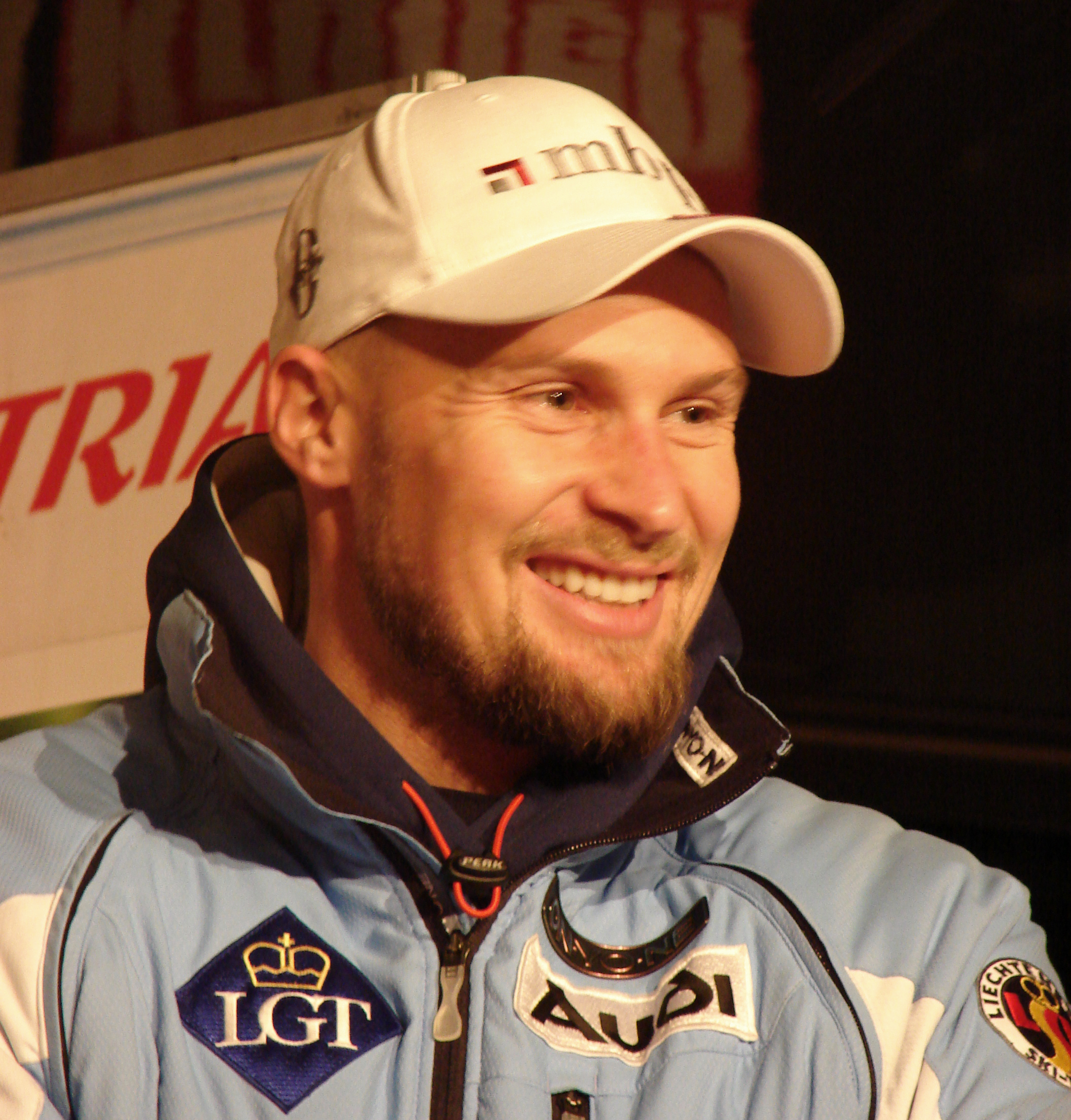
Горнолыжник Марко Бюхель, первый лихтенштейнец — шестикратный участник Олимпийских игр, серебряный призёр чемпионата мира 1999 года

Главный вид спорта в стране — горнолыжный спорт. Единственный горнолыжный курорт в стране, Мальбун, подарил Лихтенштейну нескольких горнолыжников мирового класса. Родившаяся в Баварии Ханни Венцель с семьёй в раннем возрасте переехала в Лихтенштейн, который представляла на зимних Олимпийских играх, и удостоилась четырёх олимпийских наград: бронзы 1976 года (гигантский слалом), серебра 1980 года (скоростной спуск) и двух золотых медалей 1980 года (слалом и гигантский слалом). В активе Ханни также четыре золота чемпионата мира. Её брат Андреас завоевал серебро в 1980 году и бронзу в 1984 году в гигантском слаломе. Дочь Ханни, Тина Вайратер, в 2018 году стала бронзовым призёром олимпиады в Пхенчхане в супергиганте. Десять олимпийских медалей вывели Лихтенштейн на первое место по числу медалей Олимпийских игр на душу населения.
Помимо Венцелей, в стране известны такие горнолыжники, как Марко Бюхель (шестикратный участник Олимпиад), Вилли Фроммельт (бронзовый призёр 1976 в слаломе), Пауль Фроммельт (бронзовый призёр 1988 в слаломе) и Урсула Концетт (бронзовый призёр 1984 в слаломе).

## Футбол

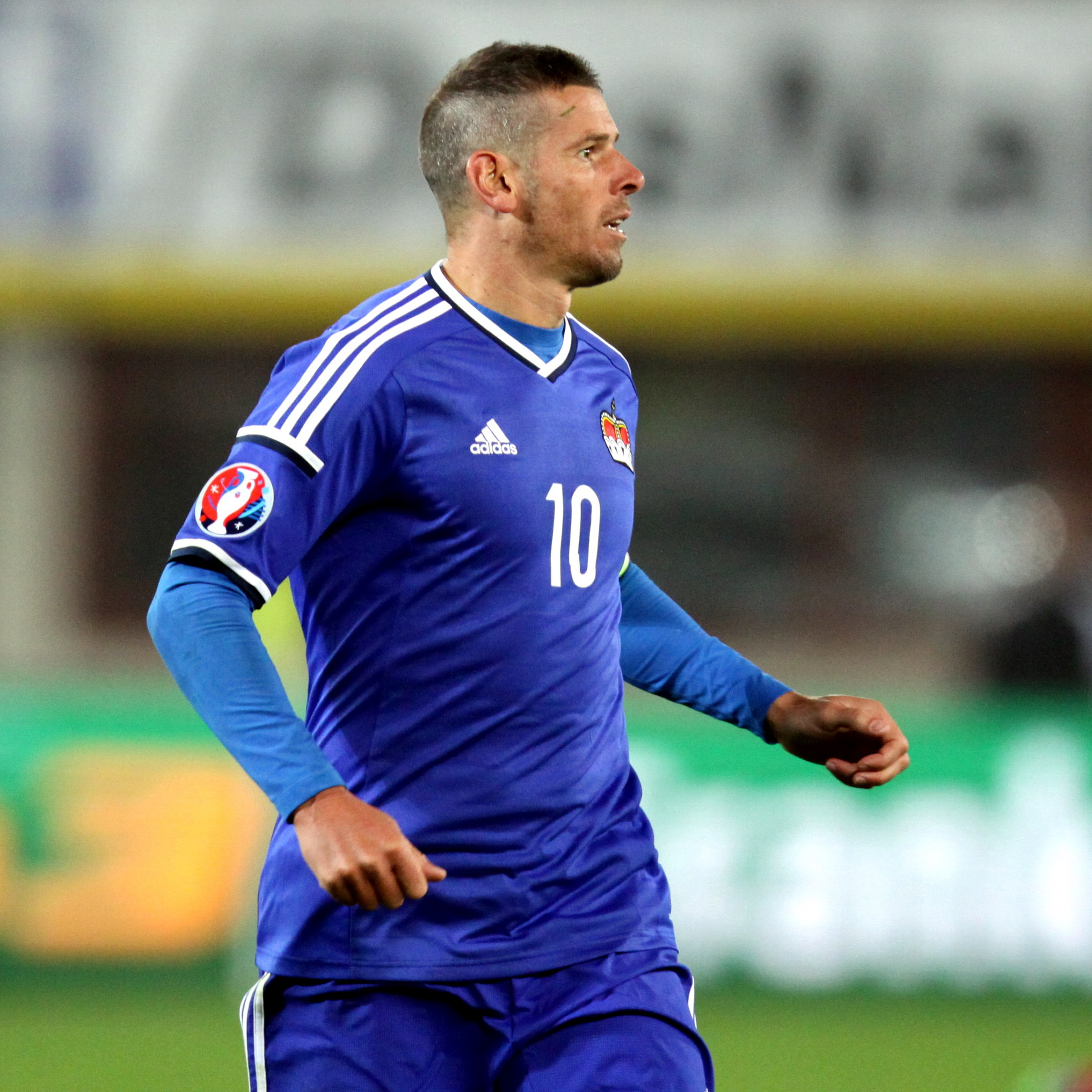
Футболист Марио Фрик, известный по выступлениям в чемпионатах Италии и Швейцарии

Среди «летних» видов спорта на первом месте стоит футбол. Лихтенштейнский футбольный союз является управляющей организацией в стране. При этом национального чемпионата страны не проводится, что не даёт права командам играть в Лиге чемпионов УЕФА. Разыгрывается национальный кубок, победитель которого (и только он) представляет Лихтенштейн в Лиге Европы УЕФА. Ведущим клубом страны является «Вадуц», неоднократный обладатель Кубка, выступающий в Швейцарской Челлендж-лиге. В сезоне 1996/1997 Кубка обладателей кубков «Вадуц» сенсационно выбил латвийскую «Елгаву» с суммарным счётом 5:2 и вышел на ПСЖ, проиграв ему обе встречи с общим счётом 0:7.
Сборная Лихтенштейна по футболу считается одной из слабейших команд Европы, хотя в своё время среди команд карликовых государств в середине 2000-х он считался опасной силой. Если в отборочном турнире УЕФА к чемпионату мира 2002 года лихтенштейнцы проиграли все матчи, ни разу не забив, то в отборе на чемпионат мира 2006 года отобрали очки у Португалии и Словакии, сыграв один раз вничью с каждой, и разгромили в гостях Люксембург. В отборочном туре к чемпионату Европы 2008 года лихтенштейнцы победили крепкую Исландию со счётом 3:0 благодаря голам Марио Фрика, в отборе к чемпионату Европы 2012 года обыграли Литву 2:0, а в отборе к чемпионату Европы 2016 года за счёт позднего гола Франца Бургмайера переиграли Молдавию.
Традиционно матчи проводятся на стадионе «Райнпарк». Сборная также соревнуется в Кубке Швейцарии до 16 лет, выпуская молодёжный состав на матчи против ведущих команд Швейцарии.

## Теннис

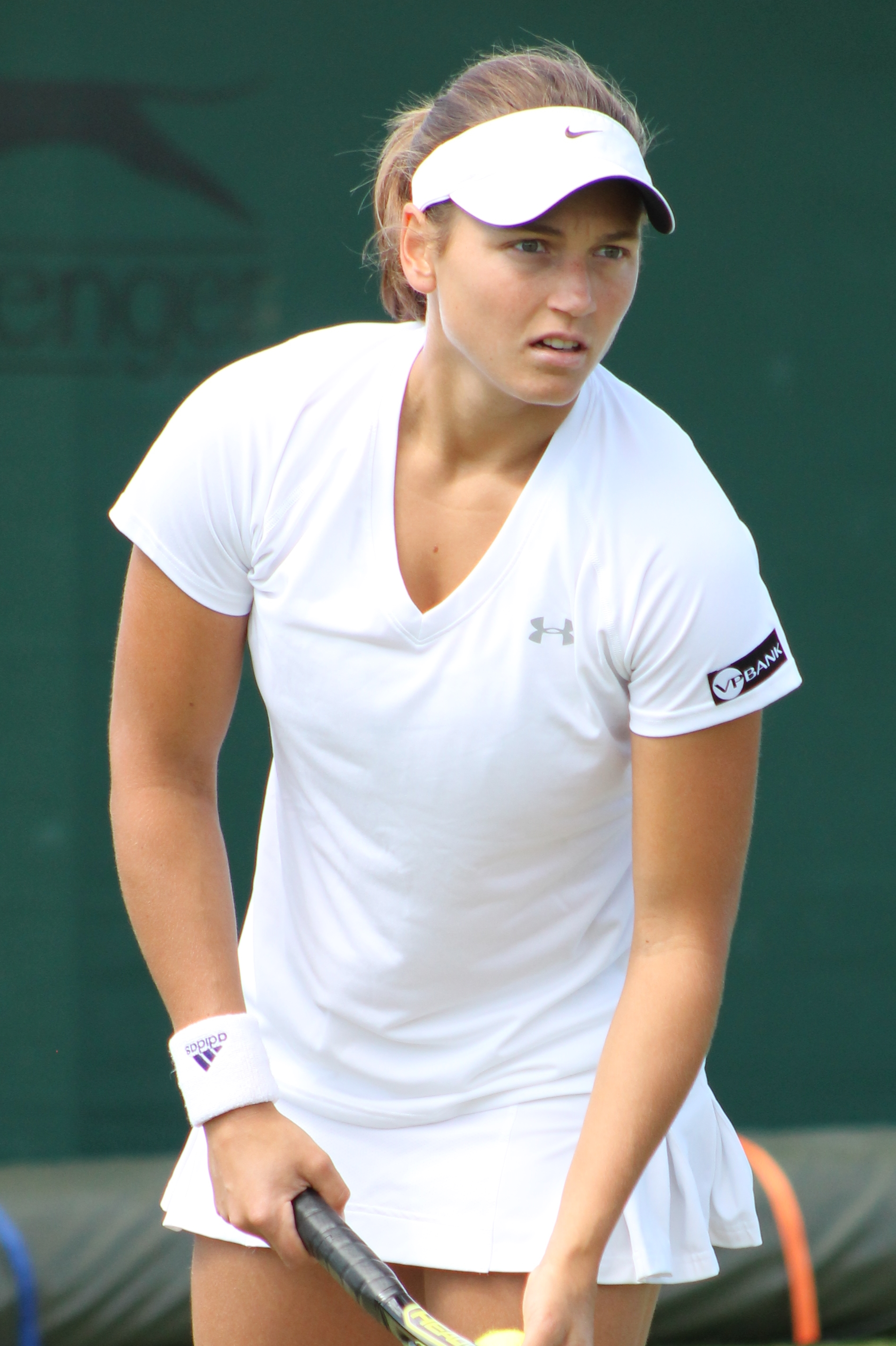
Теннисистка Штефани Фогт, ранее пятая ракетка мира в юниорском рейтинге

Самой известной профессиональной теннисисткой страны является Штефани Фогт, бывшая пятая ракетка мира в юниорском рейтинге, выигравшая 12 турниров ITF в одиночном разряде, 27 турниров ITF в парном разряде и 2 турнира WTA в парном разряде. В 2012 году она была знаменосцем на Олимпиаде в Лондоне.

## Регби
В стране существуют два регбийных клуба — «Линц» и «Вадуц Ред Прайд», играющие в чемпионате Швейцарии. Национальная сборная дебютировала в 2013 году на турнире по регби-7 и проиграла командам Норвегии, Словакии и Эстонии.